# اوکیالینی ۲۰۰۸۱
سیارک ۲۰۰۸۱ (به انگلیسی: 20081 Occhialini، نامگذاری:1994EE3) بیست هزار و هشتاد و یکمین سیارک کشف شده‌است که در ۱۲ مارس ۱۹۹۴ کشف شد.
قدر مطلق سیارک برابر ۱۳٫۶۰ است.